# Malaysias MotoGP 2006
Malaysias MotoGP 2006 var ett race som kördes den 10 september på Sepang International Circuit.

## MotoGP
Precis som året innan var det Valentino Rossi på en Yamaha och Loris Capirossi på en Ducati som gjorde upp om segern. Tvärtom mot året innan gick Rossi segrande ut striden, i en av MotoGP:s klassiska dueller. Dani Pedrosa kom på tredje plats, trots en bruten fot.

### Resultat
| Plats | Förare            | Märke    | Grid | Kvaltid  |
| ----- | ----------------- | -------- | ---- | -------- |
| 1     | Valentino Rossi   | Yamaha   | 1    | 2.00,065 |
| 2     | Loris Capirossi   | Ducati   | 3    | 2.01,167 |
| 3     | Dani Pedrosa      | Honda    | 5    | 2.02,021 |
| 4     | Nicky Hayden      | Honda    | 2    | 2.01,043 |
| 5     | Sete Gibernau     | Ducati   | 6    | 2.02,181 |
| 6     | John Hopkins      | Suzuki   | 8    | 2.02,453 |
| 7     | Kenny Roberts Jr. | KR       | 4    | 2.01,898 |
| 8     | Casey Stoner      | Honda    | 10   | 2.02,790 |
| 9     | Marco Melandri    | Honda    | 9    | 2.02,560 |
| 10    | Colin Edwards     | Yamaha   | 11   | 2.02,800 |
| 11    | Chris Vermeulen   | Suzuki   | 16   | 2.03,285 |
| 12    | Carlos Checa      | Yamaha   | 15   | 2.03,123 |
| 13    | Randy de Puniet   | Kawasaki | 7    | 2.02,313 |
| 14    | Makoto Tamada     | Honda    | 13   | 2.02,918 |
| 15    | Alex Hofmann      | Ducati   | 17   | 2.04,706 |
| 16    | James Ellison     | Yamaha   | 18   | 2.05,023 |
| 17    | José Luis Cardoso | Ducati   | 19   | 2.05,958 |
| 18    | Toni Elías        | Honda    | 14   | 2.03,102 |
| 19    | Shinya Nakano     | Kawasaki | 12   | 2.02,832 |